# Thần kinh gian cốt trước cánh tay
Thần kinh gian cốt trước cánh tay (tiếng Anh: anterior interosseous nerve) là một nhánh của thần kinh giữa chi phối các cơ lớp sâu ở phía trước cẳng tay, ngoại trừ nửa trong cơ gấp sâu các ngón tay chung. Rễ thần kinh của nó nhận từ C8 và T1.
Thần kinh đi kèm với động mạch gian cốt trước dọc theo phía trước của màng gian cốt cẳng tay, giữa cơ gấp ngón cái dài và  cơ gấp sâu các ngón tay chung, chi phối toàn bộ phía trước và (phần lớn) nửa quay (nửa ngoài) phía sau, kết thúc ở phía dưới cơ sấp vuông và khớp cổ tay.

## Chi phối
Thần kinh gian cốt trước cánh tay chi phối 2,5 cơ:
đều là cơ lớp sâu của cẳng tay
- cơ gấp ngón cái dài
- cơ sấp vuông
- nửa quay (ngoài) của cơ gấp sâu các ngón tay chung (chi phối ngón tay II và III)

## Ý nghĩa lâm sàng
Nếu gặp tổn thương dây thần kinh ngoại biên (cụ thể là thần kinh trụ), thần kinh gian cốt trước cánh tay thường được sử dụng để tái chi phối các cơ bị liệt vốn do thần kinh trụ chi phối.

## Hình ảnh bổ sung

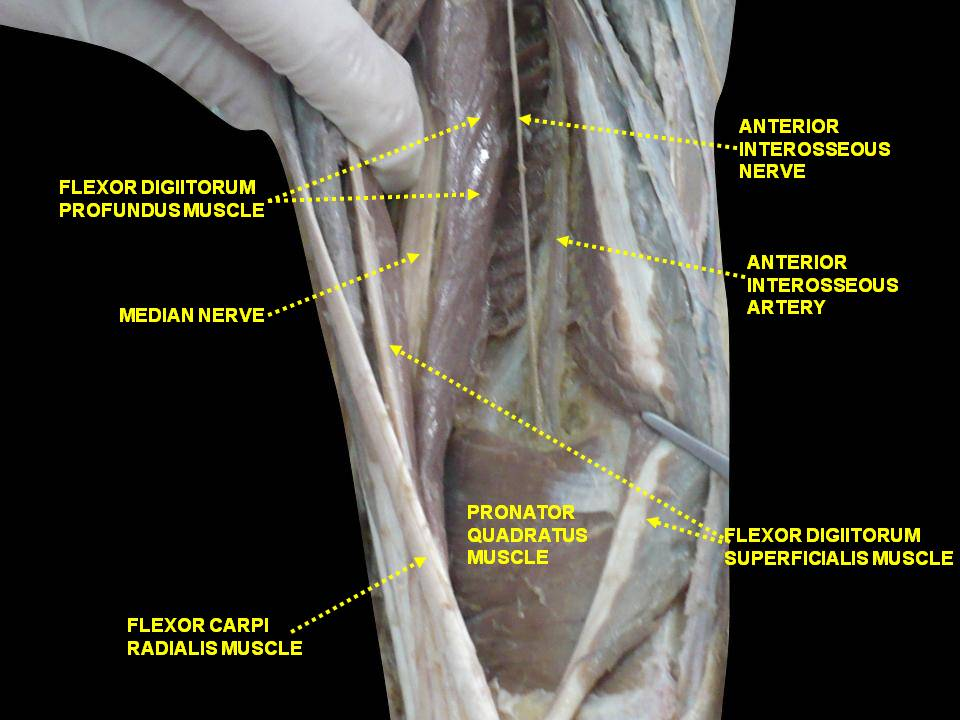
Thần kinh gian cốt trước cánh tay. Phẫu tích sâu

## liên kết ngoài
- Anterior interosseous branch of median nerve trong chương trình Phẫu thuật Chỉnh hình thuộc Hệ thống Y tế Đại học Duke
- EatonHand ner-071
- Ảnh (xem phần mũi tên màu vàng ở chỗ "Findings")